# كايل ماكارلي
كايل ماكارلي (Kyle McCarley) هو مؤدي أصوات أمريكي.

## أدواره في الأنمي

### مسلسلات أنمي تلفزيونية
- البدلة المتنقلة جاندام: أيتام الدم الحديدي - ميكازوكي أوغاس
- فيت/ستاي نايت Unlimited Blade Works - شينجي ماتو
- فيت/إكسترا Last Encore - شينجي ماتو
- بيرسيرك (2016) - جودو
- موب سايكو 100 - شيغيو كاغياما
- موب سايكو 100 II - شيغيو كاغياما
- كذبتك في أبريل - ريوتا واتاري
- الخطايا السبع المميتة - هيلبرام
- كاتسوغيكي: توكين رانبو - هيغيكيري
- أسوماتسو-سان - إيتشيماتسو
- شارلوت - سايتو
- كوروموكورو - ناوكي تاكيكوما
- مغامرة جوجو الغريبة - مارك
- ناروتو شيبودن - إيروكا أومينو (الصوت الثاني)
- بوروتو: ناروتو نكست جينيريشنز - إيروكا أومينو
- بيستارز - تيم، كولو

### أنمي الإنترنت
- ديفل مان: الطفل الباكي - ريو أسوكا
- بي البداية - كوكو

### أفلام أنمي
- بلام! - كيلي
- غانتز: O - جويتشيرو نيشي

## أدواره في ألعاب الفيديو
- بليزبلو كروس تاغ باتل - هايد
- نير: أوتوماتا - 9S
- فاير إمبلم إيكوز: شادوز أوف فالنتيا - آلم

## وصلات خارجية
- كايل ماكارلي على موقع IMDb (الإنجليزية)
- كايل ماكارلي على موقع قاعدة بيانات الفيلم (الإنجليزية)

- صفحة IMDb